# Nintendo Integrated Research & Development

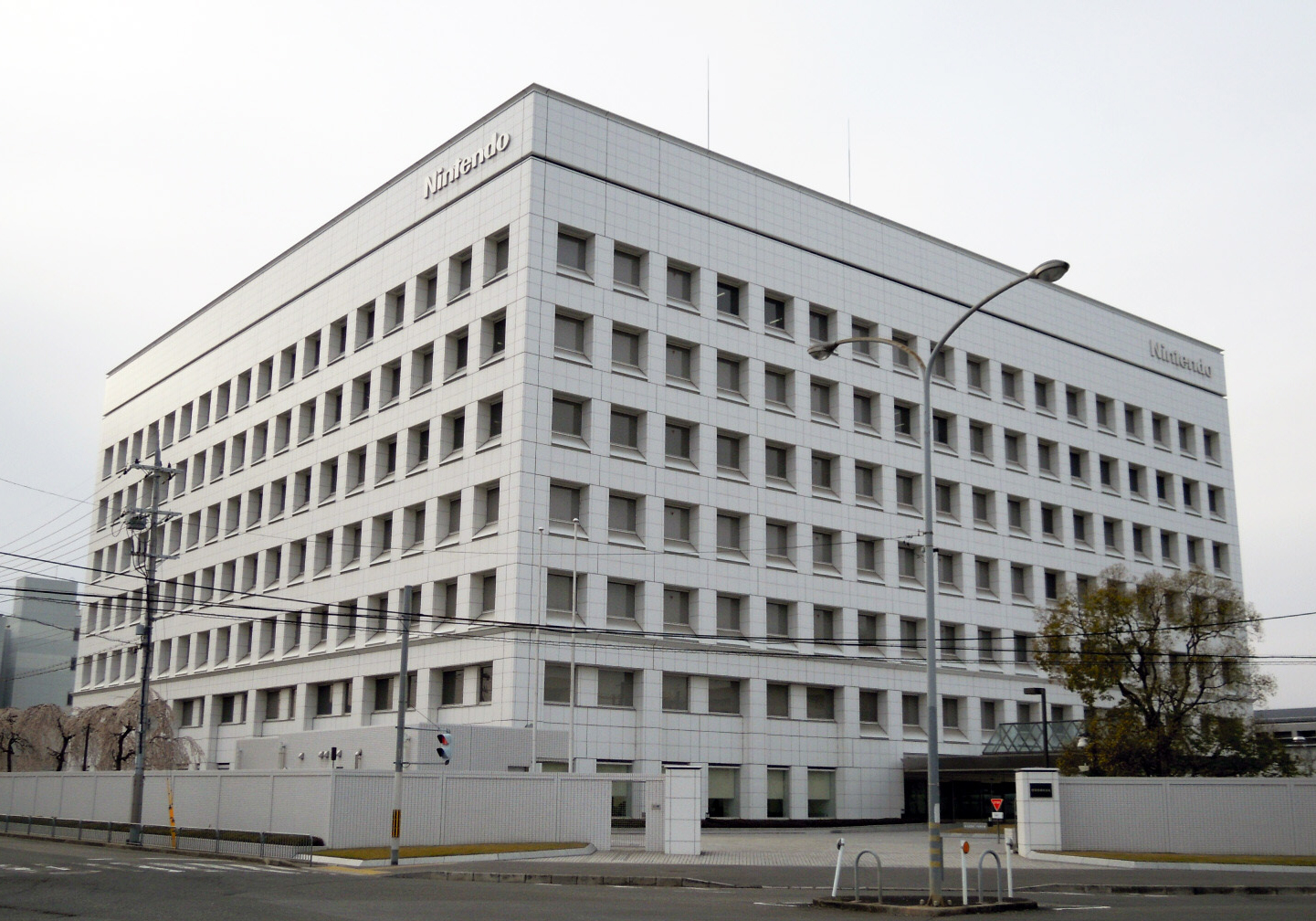
Sede de Nintendo en Kyoto (2010)

Nintendo Integrated Research & Development fue el principal grupo de desarrollo interno de hardware de Nintendo. Era más conocido como Nintendo IRD. En sus primeros tiempos también se encargaban del desarrollo de software. Era el grupo interno de Nintendo que menos trabajadores aglutinaba. La sede de la división era el Centro de Investigación y Desarrollo (Nintendo Co., Ltd. Research and Development Center) del distrito de Higashiyama, en Kioto, edificio que fue la sede de Nintendo entre 1954 y 2000.

## Historia
Este grupo se funda en 1980, bajo la dirección de Genyo Takeda. Se funda bajo el nombre de Nintendo Research & Development 3 (más conocido como Nintendo R&D3).
Este equipo comienza alternando su trabajo en hardware con el desarrollo de títulos para NES. Super Nintendo y Virtual Boy también recibieron algunos de sus juegos. Estos trabajos no obtienen un gran reconocimiento, ni son recordados especialmente. Quizá la excepción sea sus Punch-Out!! o la saga StarTropics.
Aunque no son los desarrolladores, también han estado involucrados en la saga Pilotwings y en los juegos Nintendo del Virtual Boy.
Es en 1996 cuando el grupo se enfoca exclusivamente en el desarrollo de hardware. En este campo es donde sus creaciones tienen una mayor repercusión.
Su primer gran logro es la creación de la pila para salvar partidas en los cartuchos, que data de la época de la NES, y más tarde implementada en el resto de consolas de la compañía con uso de cartucho.
Su otra gran creación es el mando de la consola Nintendo 64, en el que se usa por primera vez un stick analógico. Están directamente involucrados en la creación de esta misma consola, así como el periférico 64DD o la tarjeta de memoria Controller Pak.
Con Nintendo GameCube vuelven a estar inmersos en su desarrollo, así como en su mando, su módem y el cable link que conecta esta consola con la Game Boy Advance.
En 2000, cambia su nombre, Nintendo R&D3, por el actual Nintendo IRD. En 2005 los programadores de software son recolocados en Nintendo EAD, quedando en el equipo tan sólo trabajadores expertos en hardware.
El estudio cerró el 16 de septiembre de 2015, para convertirse en Nintendo Platform Technology Development.

## Videojuegos
1986
- Pro Wrestling (NES)
- Volleyball (NES)

1987
- Punch-Out!! (NES)

1988
- Ice Hockey (NES)

1990
- NES Play Action Football (NES)
- Play Action Football (GB)
- StarTropics (NES)

1992
- Super Play Action Football (SNES)

1994
- StarTropics II: Zoda's Revenge (NES)
- Super Punch-Out!! (SNES)

1995
- Teleroboxer (VB)

1996
- Nester's Funky Bowling (VB)